# Onthophagus laevis
Onthophagus laevis là một loài bọ cánh cứng trong họ Bọ hung (Scarabaeidae).